# Rajd Polski 1985
Rajd Polski 1985 (42. Rajd Polski) – 42. edycja rajdu samochodowego Rajd Polski rozgrywanego w Polsce. Rozgrywany był od 5 do 7 lipca 1985 roku. Bazą rajdu był Wrocław. Rajd był dwudziestą ósmą rundą Rajdowych Mistrzostw Europy w roku 1985 o współczynniku 2 oraz siódmą rundą Rajdowego Pucharu Pokoju i Przyjaźni w roku 1985.

## Klasyfikacje rajdu
| Miejsce                      | Kierowca                     | Pilot                        | Samochód                     | Czas                         | Strata                       |                              |
| Klasyfikacja generalna i ERC | Klasyfikacja generalna i ERC | Klasyfikacja generalna i ERC | Klasyfikacja generalna i ERC | Klasyfikacja generalna i ERC | Klasyfikacja generalna i ERC | Klasyfikacja generalna i ERC |
| ---------------------------- | ---------------------------- | ---------------------------- | ---------------------------- | ---------------------------- | ---------------------------- | ---------------------------- |
| 1                            | Branislav Küzmič             | Rudi Šali                    | Renault 5 Turbo              | 3:38:51                      | -                            |                              |
| 2                            | Henk Vossen                  | Hedi van de Kimmenade        | Opel Manta 400               | 3:42:21                      | +3:30                        |                              |
| 3                            | Svatopluk Kvaizar            | Jiří Kotek                   | Škoda 130 LR                 | 3:44:46                      | +5:55                        |                              |
| 4                            | Błażej Krupa                 | Piotr Mystkowski             | Renault 11Turbo              | 3:46:03                      | +7:12                        |                              |
| 5                            | Radoslav Petkov              | Nikolay Monchev              | Nissan 240 RS                | 3:47:59                      | +9:08                        |                              |
| 6                            | Vallo Soots                  | Toomas Putmaker              | Lada VAZ 2105 VFTS           | 3:54:10                      | +15:19                       |                              |
| 7                            | Eugenijus Tumalevičius       | Pranas Videika               | Lada VAZ 2105 VFTS           | 3:54:31                      | +15:40                       |                              |
| 8                            | Slavcho Hristov              | Stoyan Radev                 | Lada VAZ 2105 VFTS           | 3:59:40                      | +20:49                       |                              |
| 9                            | Georgi Petrow                | Iwan Tonew                   | Lada VAZ 2105 VFTS           | 4:08:48                      | +29:57                       |                              |
| 10                           | Janusz Szerla                | Zbigniew Baran               | FSO Polonez 2000             | 4:09:49                      | +30:58                       |                              |
| Klasyfikacja CoPaF           |                              |                              |                              |                              |                              |                              |
| 1                            | Svatopluk Kvaizar            | Jiří Kotek                   | Škoda 130 LR                 | 3:44:46                      | 0.00                         |                              |
| 2                            | Vallo Soots                  | Toomas Putmaker              | Lada VAZ 2105 VFTS           | 3:54:10                      | +9:24                        |                              |
| 3                            | Eugenijus Tumalevičius       | Pranas Videika               | Lada VAZ 2105 VFTS           | 3:54:31                      | +9:45                        |                              |
| 4                            | Slavcho Hristov              | Stoyan Radev                 | Lada VAZ 2105 VFTS           | 3:59:40                      | +14:54                       |                              |
| 5                            | Georgi Petrow                | Iwan Tonew                   | Lada VAZ 2105 VFTS           | 4:08:48                      | +24:02                       |                              |
| 6                            | Janusz Szerla                | Zbigniew Baran               | FSO Polonez 2000             | 4:09:49                      | +25:00                       |                              |

| Miejsce                      | Państwo                      |                              |
| Klasyfikacja drużynowa CoPaF | Klasyfikacja drużynowa CoPaF | Klasyfikacja drużynowa CoPaF |
| ---------------------------- | ---------------------------- | ---------------------------- |
| 1.                           | ZSRR                         |                              |
| 2.                           | Bułgaria                     |                              |
| 3.                           | Polska                       |                              |